# Charles Vervoitte
Charles Joseph Vervoitte, né le 9 mai 1819 à Aire-sur-la-Lys et mort le 16 avril 1884 à Paris (16e arrondissement), est un compositeur français d’origine belge.

## Distinctions
- Chevalier de la Légion d'honneur

Il était chevalier de la Légion d’honneur et de l’ordre royal de Léopold de Belgique et commandeur de l’ordre pontifical de Saint-Grégoire-le-Grand,.